# Карл V Габсбург
Ка́рл V (ісп. Carlos I (V), лат. Carolus V; 24 лютого 1500 — 21 вересня 1558) — імператор Священної Римської імперії (1519—1556). Король Іспанії (1516—1556), Німеччини, Італії, Неаполя. Ерцгерцог Австрійський, герцог Штирії, Каринтії, Крайни (1519—1521). Представник Габсбурзького дому. Народився в Генті, Фландрія, на території Бургундських Нідерландів. Син бургундського герцога Філіпа I й кастильської королеви Хуани I.
Коронований імператором 24 лютого 1530 року в Болоньї Папою Римським Климентом VII. Найвизначніший державний діяч Європи першої половини XVI століття, що зробив найбільший внесок в історію серед правителів того часу. Карл V — остання людина, яку було офіційно короновано Папою Римським імператором, він же— остання людина, яка відсвяткувала в Римі тріумф.

## Імена
- Ка́рл V — як імператор Священної Римської імперії.
- Ка́рл I — як король Кастилії й Арагону.

## Біографія

### Ранні роки
Карл був сином герцога Бургундського Філіпа I Габсбурга, короля-консорта Кастилії, що був останнім носієм титулу герцога Бургундії під ім'ям Філіпа IV Вродливий, та іспанської інфанти Хуани. Він народився у володіннях батька, в місті Генті. Батько, який успадкував кастильську корону від тещі, проводив багато часу в іспанських володіннях. Карл залишався жити в Нідерландах. Невдовзі Філіп помер, а Хуана збожеволіла. Карл до 17 років жив під заступництвом тітки, Маргарити Австрійської, правительки Нідерландів. До самої смерті тітки, він підтримував з нею ніжні стосунки.

### Землі

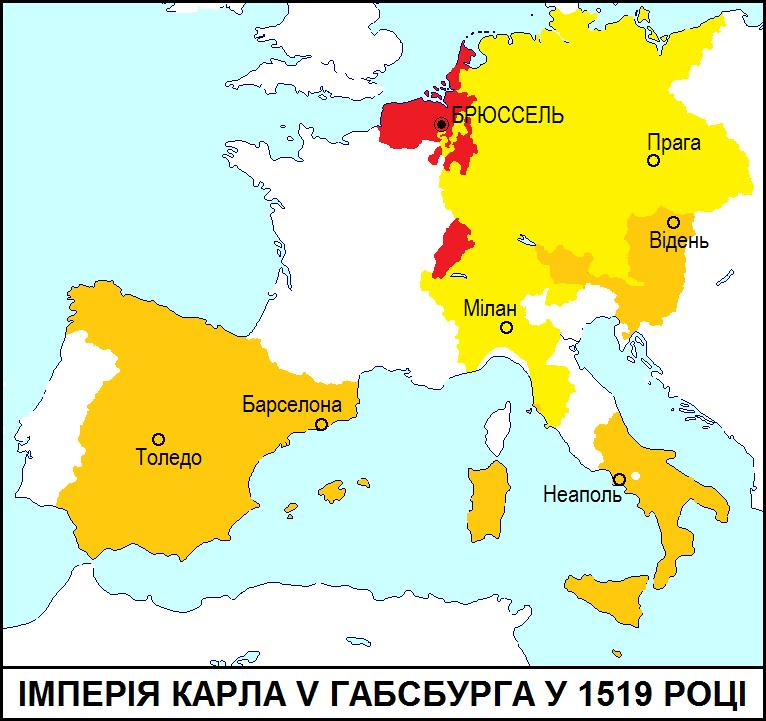
Землі

Завдяки схрещенню династичних ліній Карл отримав у спадок величезні території в Західній, Південній та Центральній Європі, що до того часу ніколи не об'єднувались:
- від батька, Філіпа: Брабант, Голландія, Зеландія, Ено, Бургундія, Франш-Конте, Люксембург, Артуа, Шароле.
- від матері, Хуани: Кастилія, Леон, Гранада, Канарські острови, Сеута й Вест-Індія
- від діда по матері Фернандо II Арагонського: Арагон, Ломбардія, Балеарські острови, Сардинія, Сицилія, Неаполь, Морея й Руссільйон
- від діда по батькові Максиміліана I: корона Імператора Священної Римської імперії, Австрія, Штирія, Моравія, Сілезія, Передня Австрія, Тіроль, Істрія та інші.
- приєднані ним землі: Туніс, П'яченца, Нова Гранада, Нова Іспанія, Перу, Філіппіни й низку інших земель.

В 1515 році, в 15 річному віці Карл, за наполяганням бургундських штатів, прийняв титул герцога Бургундського в Нідерландах.

### Король Іспанії
Фактично Іспанія вперше об'єдналась саме під рукою Карла. Поколінням раніше вона була розділена на території, що належали двом правителям Ізабеллі (Кастильська Корона) й Фернандо II (Арагонська Корона). Шлюб цих двох монархів Іспанію не об'єднав, кожна частина зберегла самостійність, й кожен правитель управляв нею незалежно, але фундамент майбутнього об'єднання було закладено. Ізабелла Кастильська померла 1504 року. По її смерті Кастилія не відійшла до чоловіка, а перейшла до дочки — Хуани Божевільної, матері Карла. Оскільки Хуана була недієздатною, за неї правив чоловік Філіп, а після смерті Філіпа — батько, Фердинанд II як регент.
Фердинанд помер 1516 року. Карл успадкував від діда і його арагонські володіння, й опіку над кастильськими територіями (Хуана Божевільна була все ще живою. Вона помре в монастирі лише на три роки раніше за Карла). Тим не менше, Карл не став проголошувати себе регентом Кастилії, а віддав перевагу всій повноті влади. 14 березня 1516 року він проголосив себе королем Кастилії й Арагону.
Спроба поставити країну перед фактом призвела до бунту (так зване повстання комунерос в Кастилії, 1520—1522). Зібрання кастильських кортесів у Вальядоліді нагадало йому, що у матері, ув'язненої в монастирі, більше прав, ніж у сина. Врешті-решт, Карл досягнув згоди у перемовинах з кортесами. Хуана формально залишалась королевою Кастилії.
Фактично Карл був першим правителем єдиної Іспанії у 1516—1556 роках, хоча титул «король Іспанії» першим став носити лише його син Філіп II. Сам Карл офіційно був королем Арагону (як Карл I, ісп. Carlos I, 1516—1556), а в Кастилії він в 1516—1555 роках був регентом своєї матері Хуани Божевільної, оголошеної після смерті батька Карла ерцгерцога Філіпа недієздатною й потім один рік королем (1555—1556).
Він сам іменував себе складно: «Обраний імператор християнського світу і римський, прісно Август, а також католицький король Німеччини, Іспанії й усіх королівств, що належать до наших Кастильської та Арагонської корон, а також Балеарських островів, Канарських островів, Західної і Східної Індій, Антиподів Нового Світу, суші в Морі-Океані, Проток Антарктичного Полюсу й багатьох інших островів як крайнього Сходу, так і Заходу, та інше; ерцгерцог Австрії, герцог Бургундії, Брабанту, Лімбургу, Люксембургу, Гельдерну та інше; граф Фландрії, Артуа й Бургундії, пфальцграф Геннегау, Голландії, Зеландії, Намюру, Руссильйону, Серданьї, Зютфену, маркграф Ористанії й Готцианії, государ Каталонії й багатьох інших королівств у Європі, а також в Азії й Африці господар та інше».

### Обрання імператора, реформи
28 червня 1519 року колегія німецьких курфюрстів у Франкфурті одностайно обрала імператором Священної Римської імперії Карла V. 23 жовтня 1520 року Карла було короновано в Аахені.
Під час правління Карла V було складено карний кодекс, що внаслідок отримав назву Constitutio Criminalis Carolina (C.C.C.; нім. Peinliche Gerichtsordnung Karl’s V — P.G.O.).
Constitutio Criminalis Carolina — один з найповніших кодексів карного законодавства XVI століття. Був ухвалений 1532 року. Являє собою процесуальний кодекс, 77 з 219 його статей присвячені матеріальному карному праву. За своїм змістом Кароліна займає середину між римським і німецьким правом. Кодекс відрізнявся особливою жорсткістю заходів покарання. Діяв до кінця XVIII століття.

### Війни

#### З Францією
Зосередження величезних територій в руках Карла остерігалась Франція. Задля миру в 1516 році Карл був заручений з Луїзою дочкою короля Франциска I а згодом з її молодшою сестрою Шарлоттою. Їх протистояння вилилось у боротьбу за вплив в Італії. Початок протистоянню поклала Франція, що висунула 1522 року династичні претензії на Мілан і Неаполь. Претензії було підкріплено військами. У 1524 році імператорські війська перейшли через Альпи, вторглись до Провансу та взяли в облогу Марсель. У 1525 році при Павії (на південь від Мілана) зійшлись дві 30-тисячні армії. Карл розбив французьку армію й навіть взяв у полон французького короля. Карл змусив полоненого короля підписати Мадридську угоду (14 січня 1526), за якою визнавались претензії Карла на Італію, а також його права феодального сюзерена на Артуа і Фландрію. У заручниках лишались два сина Франциска. Однак, лишень королю вдалось отримати свободу, він оголосив угоду недійсною й 22 травня 1526 року заснував проти Карла Коньякську лігу (увійшли Флоренція, Мілан, Венеція, папа й Англія). Новий конфлікт відбувався в Італії. Після перемог Карла імператорська армія пограбувала Рим в травні 1527 року. У 1528 році Карл уклав мир з королем Англії Генріхом VIII, а в 1529 році — з папою Климентом VII. За Камбрійською мирною угодою (травень 1529) сума викупу за двох французьких принців призначалась у розмірі 2 млн золотих екю, з яких 1,2 млн слід було виплатити негайно.

#### З Османською імперією
В образі захисника християнства (за що Карла прозвали «Божим прапороносцем») він воював з Османською імперією. Наприкінці 1529 року османи взяли в облогу Відень, вже маючи за собою підкорену Угорщину. Проте зима змусила їх відступити. У 1532 році також ні з чим вони пішли з-під фортеці Кесег у західній Угорщині. Використовуючи перерву у війні, Карл 1535 року відправив флот до берегів Тунісу. Флот Карла взяв місто й звільнив тисячі захоплених у рабство християн. Тут було зведено фортецю й залишено іспанський гарнізон. Однак ця перемога була знецінена результатом битви під Превезом (Епір) у 1538 році, коли християнам протистояв знову відбудований султаном Сулейманом I Пишним османський флот. Тепер османи знову контролювали рух суден Середземним морем (до битви під Лепанто у 1571 році).
1541 року Карл намагався за допомогою флоту захопити Алжир, але кораблі розкидало морем несподіваною бурею. Користуючись османо-перським конфліктом, у 1545 році з Османською імперією підписано перемир'я, а потім і мир (1547) терміном на п'ять років. Габсбургам довелось навіть виплачувати Сулейману данину, бо той постійно загрожував володінням Карла в Іспанії та Італії, а також в Австрії.

#### У Німеччині
Намагаючись відновити релігійну єдність своєї імперії (Мартін Лютер висловлював свої ідеї ще 1517 року), Карл активно втручався у внутрішні справи німецьких правителів. Ознаками розпаду держави були так звана Лицарська війна 1522—1523 років, коли союз лютеранських аристократів напав на землі, що належали трірському архієпископу і курфюрсту, та Селянська війна 1524—1525 років. Карл воював з лютеранською Шмалькальденською лігою. 24 квітня 1547 року (через рік після смерті Лютера) під Мюльбергом (на Ельбі) війська Карла, якими командував герцог Альба, здобули перемогу.

### Смерть

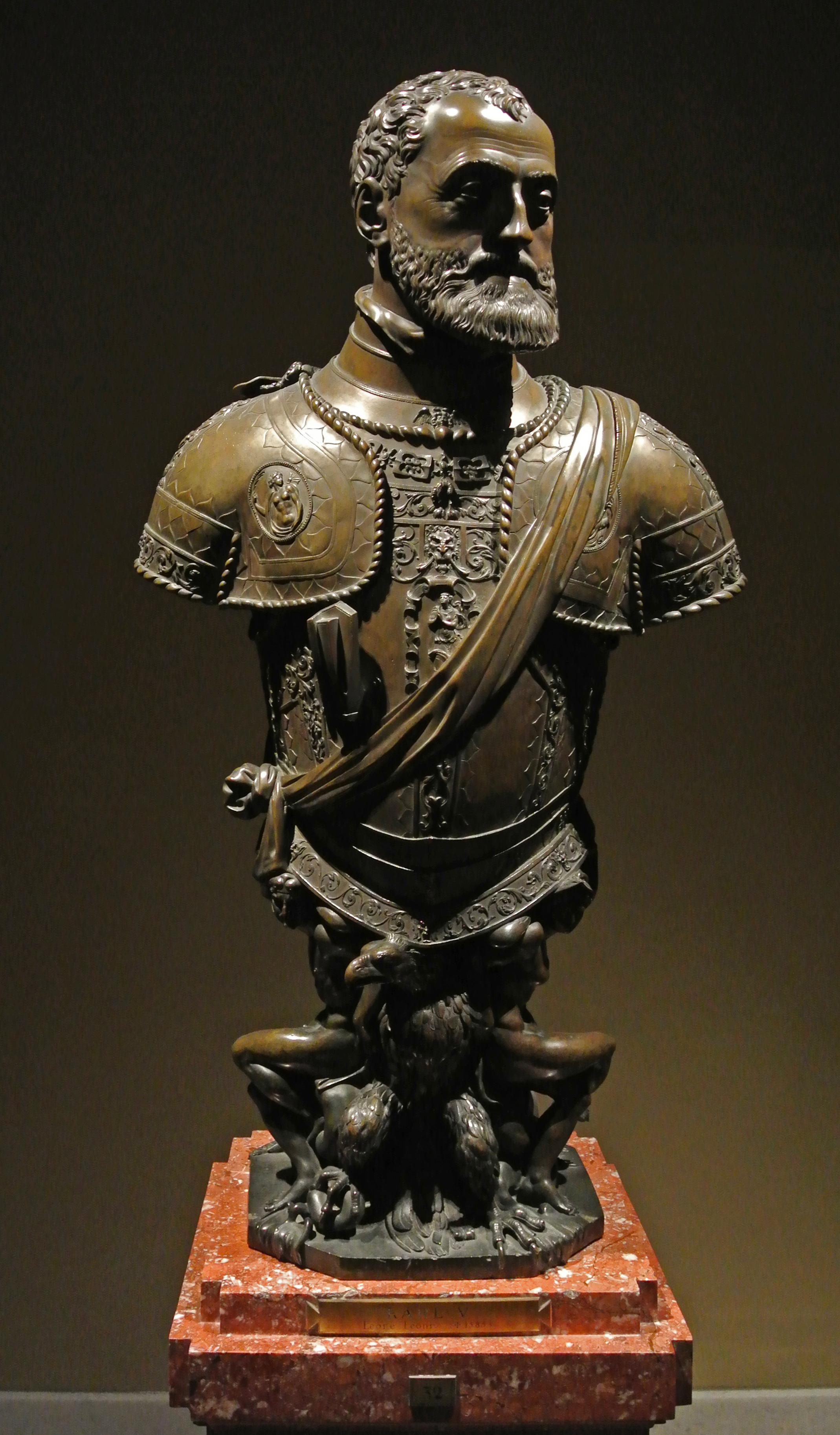
Леоне Леоні. «Погруддя імператора Карла V», бл. 1555. Музей історії мистецтв, Відень

Розчарувавшись в ідеї будівництва всеєвропейської імперії, після укладення Аугсбурзького релігійного миру Карл 25 жовтня 1555 року відмовився від Нідерландів на користь сина Філіпа. 16 січня 1556 року він, також на користь Філіпа, склав із себе іспанську корону, в тому числі віддав володіння Іспанії в Італії й Новому світі. Хоча Карл виявляв бажання відмовитись від імператорської влади ще 1556 року, курфюрсти прийняли його зречення й обрали імператором його брата Фердинанда лише в лютому 1558 року. Колишній імператор подався до монастиря. Помер 21 вересня 1558 року від малярії.

## У культурі
Офіційним портретистом Карла V був Тіціан.Збереглися тільки три картини:
Імператор Карл V з собакою, 1533 рік
Кінний портрет Карла V, 1548 рік
Портрет Карла V в кріслі, 1548 рік

### У літературі
Карл П'ятий, під ім'ям Дона Карлоca (Don Carlos), є одним з головних персонажів п'єси «Ернані» (Hernani) Віктора Гюго

### В музиці
Карл V присутній в двох операх Джузеппе Верді: в «Ернані» та в «Дон Карлосі»

### У кіно
- 2007 рік — серіал «Тюдори», в ролі Себастьян Арнесто
- 2011 рік — серіал «Величне століття», в ролі Юнал Сільвер

- У 2015—2016 роках в Іспанії було знято серіал «Карлос, король-імператор», про правління Карла V.,в ролі Альваро Сервантес

### Цитати
- «Я спілкуюсь іспанською з Богом, італійською з жінками, французькою — з чоловіками та німецькою зі своїм конем»

- «Кров винограду підходить мені набагато менше, ніж дочка ячменю»

- «Треба бути хазяїном себе, щоб бути хазяїном світу»

- «Французька — державна мова, єдина придатна для великих справ»

## Заручини
1. 1-й раз Карл був зарученим з 1501 по 1514 роки з Клод Французькою дочкою Французького короля Людовика XII і Анни Бретонської. Заручини були розірвані задля безпеки Франції.
2. 2-й раз був зарученим з 1516 по 1518 роки з Луїзою Французькою дочкою французького короля Франциска I і Клод Французької (своєї колишньої нареченої). Заручини були розірвані в зв'язку зі смертю Луїзи в 1518 році.
3. 3-й раз був зарученим з 1519 по 1524 роки з Шарлоттою Французькою молодшою сестрою Луїзи. Заручини були розірвані в зв'язку зі смертю Шарлотти в 1524 році.
4. 4-й раз був зарученим з 1525 з Ізабеллою Португальською, яка в 1526 році стала його дружиною.

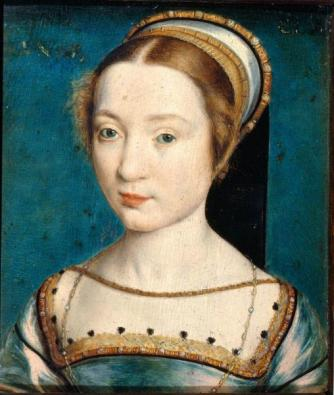
Клод
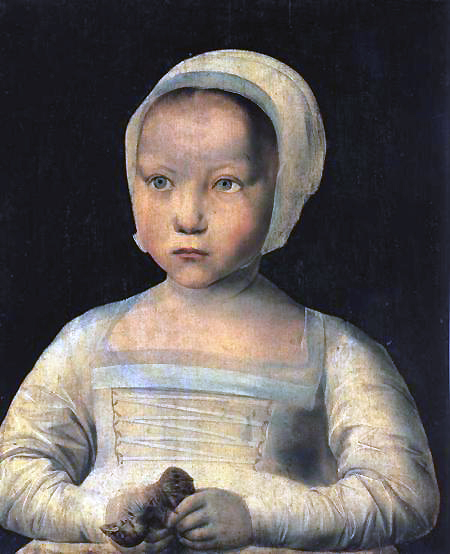
Луїза
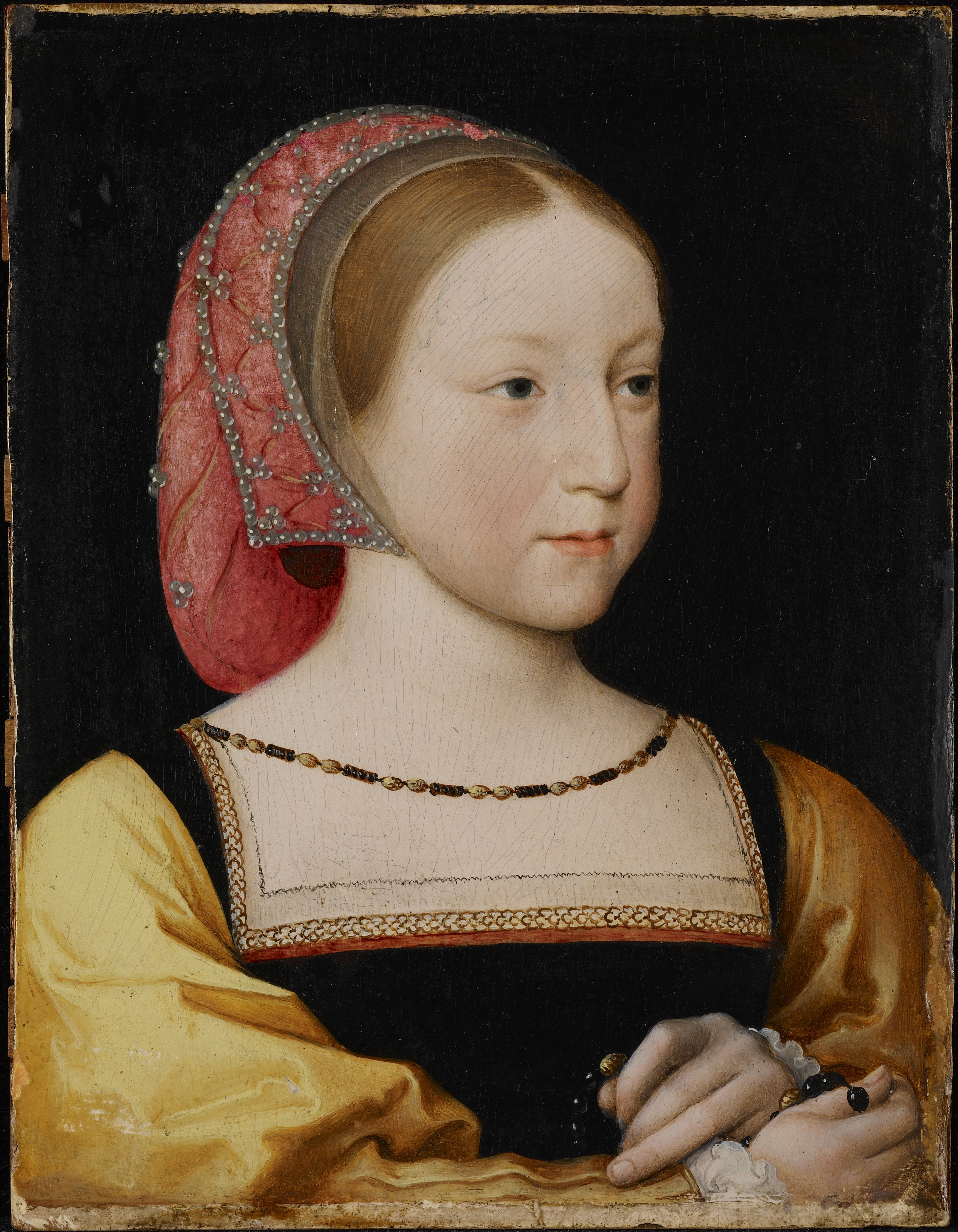
Шарлотта
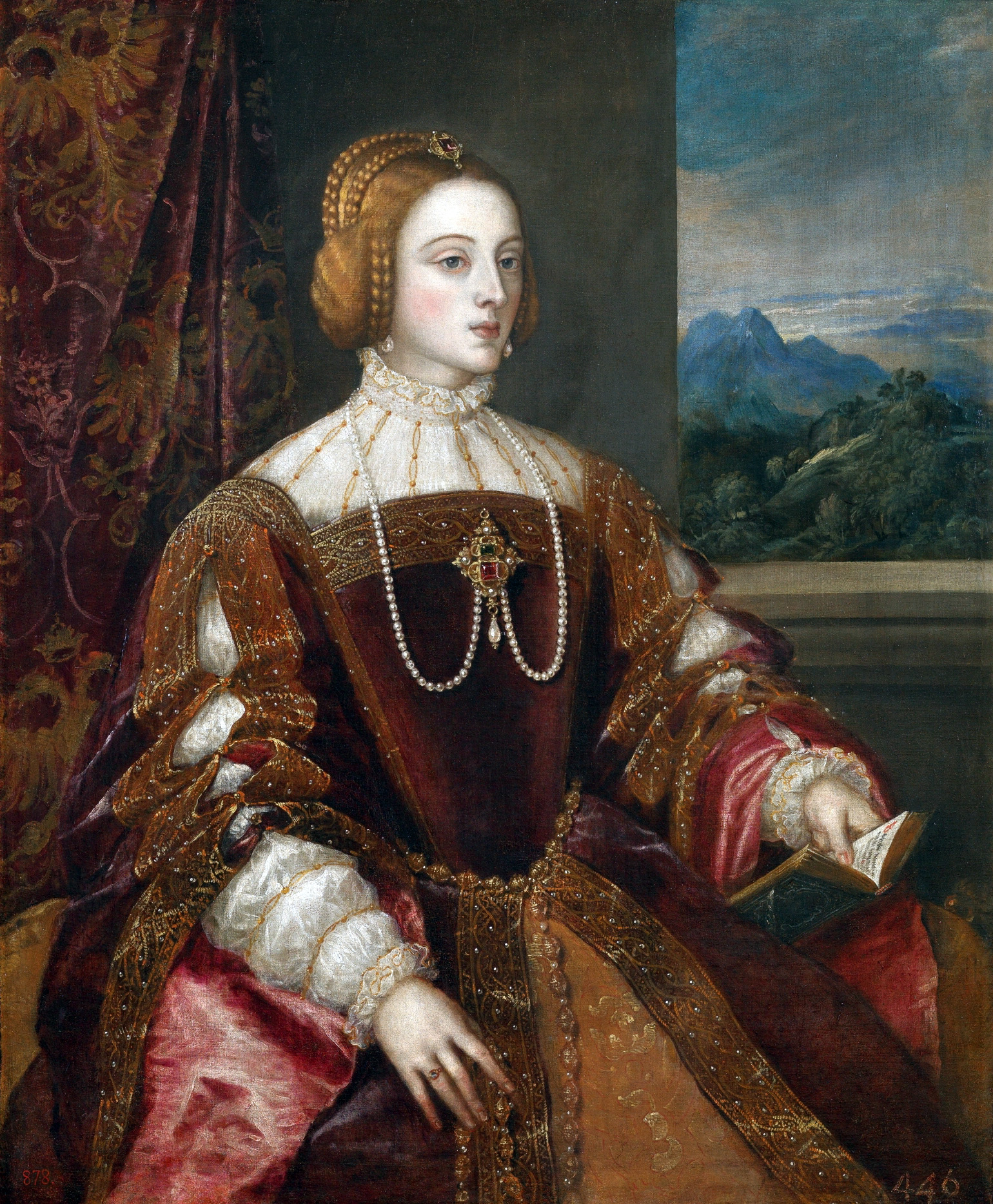
Ізабелла

## Сім'я
У 1526 році Карл одружився з Ізабеллою Португальською. Вона доводилась йому двоюрідною сестрою (їхні матері Хуана й Марія були сестрами). Це був один із перших інбридингових шлюбів в династії, що зрештою привів рід Іспанських Габсбургів до краху й виродження.
Їхні діти:
1. Феліпе II (1527—1598), король Кастилії (1556—1598) і Португалії (1581—1598)
2. Марія Іспанська  (1528—1603) дружина імператора Максиміліана II
3. Ізабелла (1529)
4. Фердинанд (1530)
5. N (1534)
6. Хуана Австрійська (1535—1573), дружина Жуан-Мануела, португальського інфанта
7. Хуан (1537)
8. Хуан (1539)

У віці 36 років Ізабелла померла. Карл більше не одружувався. Але мав багатьох коханок, дві з яких народили йому дітей:
- від Іоханни Марії ван дер Гейнст:
  - Маргарита Пармська — правителька Нідерландів.
- від Барбари Бломберг:
  - Хуан Австрійський, іспанський полководець

## Титули
- Von Gottes Gnaden, Römischer Kaiser, zu allen Zeiten Mehrer des Reichs, in Germanien, zu Castilien, Arragon, Leon, beeder Sicilien, Hierusalem, Hungarn, Dalmatien, Croatien, Nauarra, Granaten, Tolleten, Vallenz, Gallicien, Majorica, Hispalis, Sardinien, Corduba, Corsica, Murcien, Giennis, Algarbien, Algestrien, Gibraltar, der Canarischen und Indianischen Inseln und Terrefirme, des Oceanischen Meers &c. Künig, Ertz Herzog zu Oesterreich, Herzog zu Burgundi, zu Loterick, zu Braband, zu Steir, zu Kerndten, zu Crain, zu Lymburg, zu Limburg, zu Geldern, zu Calabrien, zu Athen, zu Neopatrien und Würtemberg &c. Grave zu Habspurg, zu Flandern, zu Tyrol, zu Gerts, zu Barenien, zu Arthois, und zu Burgundi &c. Pfalz.Grave, zu Henigau, zu Holland, zu Seeland, zu Pfurt, zu Kyburg, zu Namur, zu Rosilien, zu Teritania, und zu Zitphen &c.

Landgrave im Elsäß, Marggraue zu Burgau, Oristein, zu Goziani, und des Heiligen Romischen Reichs, Fürst zu Schwaben, Catalonia, Asturia &c. Herr zu Frießland, auf der Windischen Marck, zu Portenau, Biscaien, zu Salines, zu Mölln, zu Tripoli und Mecheln &c.
| Попередник Максиміліан I Габсбург |  | Імператор Священної Римської імперії 1530-1556 |  | Наступник Фердинанд I Габсбург |

| Попередник Хуана I Божевільна |  | Король Іспанії 1516-1556 до 1555 разом з Хуаною I |  | Наступник Філіп II Розсудливий |

| Попередник Фернандо II Арагонський |  | Король Неаполя 1516-1554 разом з Хуаною III |  | Наступник Філіп II Розсудливий |

| Попередник Фернандо II Арагонський |  | Король Сицилії 1516-1554 разом з Хуаною I |  | Наступник Філіп II Розсудливий |

| Попередник Фернандо II Арагонський |  | Король Єрусалиму 1516-1554 титулярний |  | Наступник Філіп II Розсудливий |

| Попередник Максиміліан I Габсбург |  | Король Німеччини 1519-1556 |  | Наступник Фердинанд I Габсбург |

| Попередник Максиміліан I Габсбург |  | Герцог Штирії 1519-1521 |  | Наступник Фердинанд I Габсбург |

| Попередник Максиміліан I Габсбург |  | Герцог Каринтії 1519-1521 |  | Наступник Фердинанд I Габсбург |

| Попередник Максиміліан I Габсбург |  | Герцог Крайни 1519-1521 |  | Наступник Фердинанд I Габсбург |

| Попередник Максиміліан I Габсбург |  | Ерцгерцог Австрії 1519-1521 |  | Наступник Фердинанд I Габсбург |